# Christian Frederik Hansen

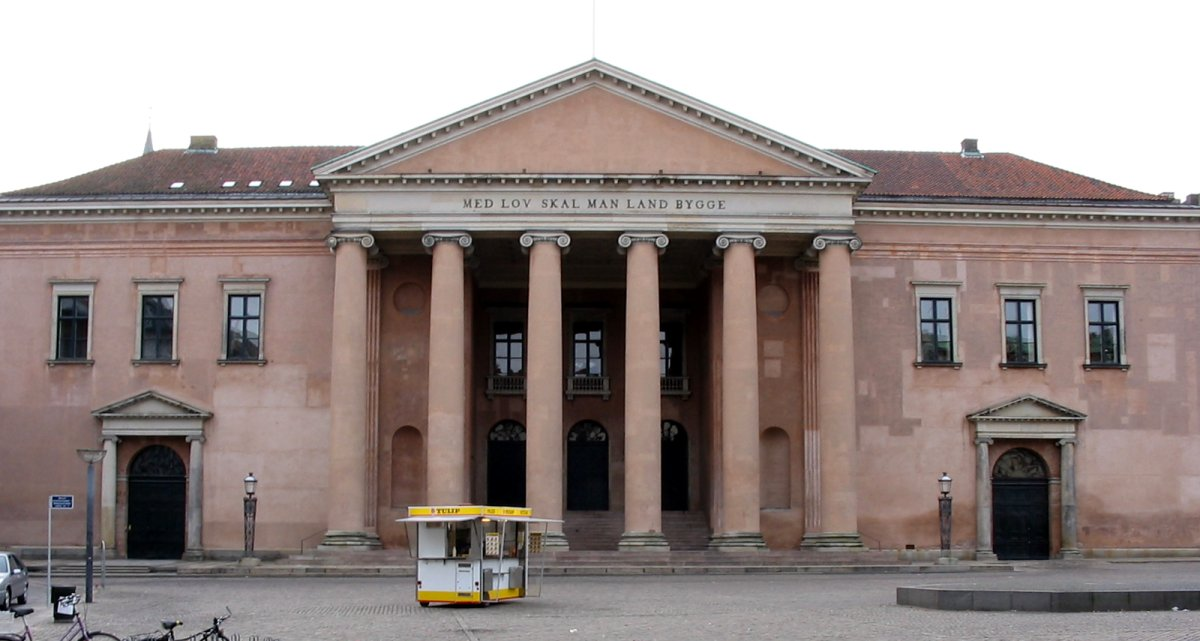
Siedziba kopenhaskiego sądu miejskiego z inskrypcją Med lov skal man land bygge ("Państwo buduje się na prawie"). Przed sądem: budka z hot-dogami

Christian Frederik Hansen (ur. 29 lutego 1756 w Kopenhadze, zm. 10 lipca 1845 tamże) – architekt duński greckiego pochodzenia. 
Był uczniem duńskiego architekta Caspra Frederika Harsdorffa. Tworzył dzieła w stylu neoklasycystycznym. Do jego najlepszych projektów należy budynek kościoła Najświętszej Marii Panny w Kopenhadze (Vor Frue Kirke) z wnętrzem inspirowanym Boullée, zaprojektowany w latach 1808-1810 a wzniesiony w latach 1811-1829. Zaprojektował w Kopenhadze liczne budynki m.in. budynek sądu, więzienie oraz Ratusz. Jako geodeta zatrudniony w Holsztynie zaprojektował tam  Szpital Psychiatryczny w Szlezwiku (1818–2020), spokojny, symetryczny zespół budynków w wiejskim otoczeniu. W latach 1784–1844 był głównym arbitrem w sprawach gustu architektonicznego w Danii. Jego prace obejmują różne ponadto klasycystyczne budynki w Altonie, Hamburgu (np. jego własny dom przy ulicy 116 Palmaille, z lat 1803–1804) i wzdłuż brzegów Łaby, a także kościoły w Husum (1828–33) i Neumünster w Niemczech (1828–34). 